# Hausfriedensbruch (Böll)
Hausfriedensbruch ist ein Hörspiel von Heinrich Böll, das am 24. Februar 1969 im NDR gesendet wurde. Im selben Jahr brachte Kiepenheuer & Witsch in Köln und Berlin die gedruckte Fassung heraus.
Der Jurist Merkens verlässt seine Ehefrau Maria und lebt mit seiner Jugendliebe Anna in – wie er sagt – „sakramentaler Gemeinschaft“ zusammen. Anna ist mit Dr. Kuckertz verheiratet. Aus jeder der beiden Ehen sind zwei Kinder hervorgegangen. Ehebrecher Merkens ruft somit die katholische Kirche auf den Plan. Diese fühlt sich „verantwortlich für eherechtliche Fragen“.

## Inhalt
Gut und Böse
Böll hat in dem Hörspiel die Guten von den Bösen säuberlich getrennt. Der junge Schlohr, ein Zuträger Seiner Exzellenz, ist der Bösewicht. Dieser Spitzel kommt aus den Reihen der Kirche. Nun zu den vielen Guten. Erstens, der Kirchenrechtler Prof. Perz pfeift auf das Eherecht und schlägt sich auf die Seite der beiden Verlassenen Maria und Dr. Kuckertz. Perz will nicht dulden, dass Schlohr für „Ordnung“ sorgt, indem er die Verlassenen überredet, die Kinder dem Liebespaar zur Strafe zu entziehen. Perz bringt sogar Verständnis für das Liebespaar auf. Zweitens, erstaunlich ist die Haltung der Verlassenen. Beide lieben ihren jeweiligen Partner immer noch und können sich zu rechtlichen Schritten gegen den Ehebrecher bzw. die Ehebrecherin nicht bereitfinden. Und drittens kann das Liebespaar nicht böse sein, weil es eben als Symbol für Bölls Verständnis von unverbrüchlicher Gattenliebe dasteht. Diese „sakramentale Gemeinschaft“ hat zwar keine Kirche abgesegnet, doch das Paar gehört zusammen. Das akzeptieren alle anderen Figuren des Hörspiels als Selbstverständlichkeit.
Friedensbruch
Die Väter von Anna und Merkens, verschiedenen Konfessionen angehörig, hatten die Heirat des jugendlichen Paares hintertrieben. Anna war sogar eingesperrt worden. Merkens, der Vernünftige, heiratete später in eine Anwaltskanzlei ein und war als Scheidungsanwalt tätig. Anna machte auch eine gute Partie. Sie ehelichte Dr. Kuckertz, Direktor des kirchlichen Koordinierungsrates. Als Merkens seine Frau und die Kinder verlässt und fortan mit Anna zusammenleben möchte, lässt Anna den Eindringling zunächst durch die Polizei aus ihrem Haus entfernen. Der Tatbestand des Hausfriedensbruches liegt vor. Dann zieht sie aber mit ihm in ein Mietshaus. Schlohr, der unermüdliche Kämpfer gegen die Unordnung, will versuchen, den Hauswirt wegen Kuppelei belangen zu lassen.
Unentschieden
Prof. Perz sieht ein, die Zeit läuft gegen das geltende kirchliche Eherecht. Deshalb will er gegen den Widerstand seiner Kirche Partei für die Ehebrecher ergreifen. Aus Rücksicht auf die beiden verlassenen Partner Maria und Dr. Kuckertz – und die Kinder natürlich – schlägt Merkens die dargereichte Hand des Kirchenmannes aus.

## Rezeption
- „Das Spiel gibt eine Böll’sche Variante zum Partnertausch.“[4]
- Karl-Josef Kuschel stellt sich auf die Seite von Bölls „Laborexperiment“ Hausfriedensbruch und versucht in seinem Beitrag folgenden Nachweis: Weil die Ehe auch „eine mystische Komponente“ habe, sei die Kompetenz der Kirche in Ehefragen nicht ganz zweifelsfrei erwiesen.[5]

## Ausgaben
- Heinrich Böll: Hausfriedensbruch. Hörspiel. Aussatz. Schauspiel. Kiepenheuer & Witsch, Köln und Berlin 1969, ISBN 3-462-00715-7
- Heinrich Böll: Hausfriedensbruch. Hörspiel. Aussatz. Schauspiel. S. 7–55. Deutscher Taschenbuch Verlag, 3. Aufl. September 1985. 118 Seiten, ISBN 3-423-01439-3